# Sphaeriodesmus redondo
Sphaeriodesmus redondo är en mångfotingart som beskrevs av Shear 1977. Sphaeriodesmus redondo ingår i släktet Sphaeriodesmus och familjen Sphaeriodesmidae. Inga underarter finns listade i Catalogue of Life.